# Sử dụng lao động

Một phụ nữ bắt đầu điền các thông tin trong hợp đồng lao động

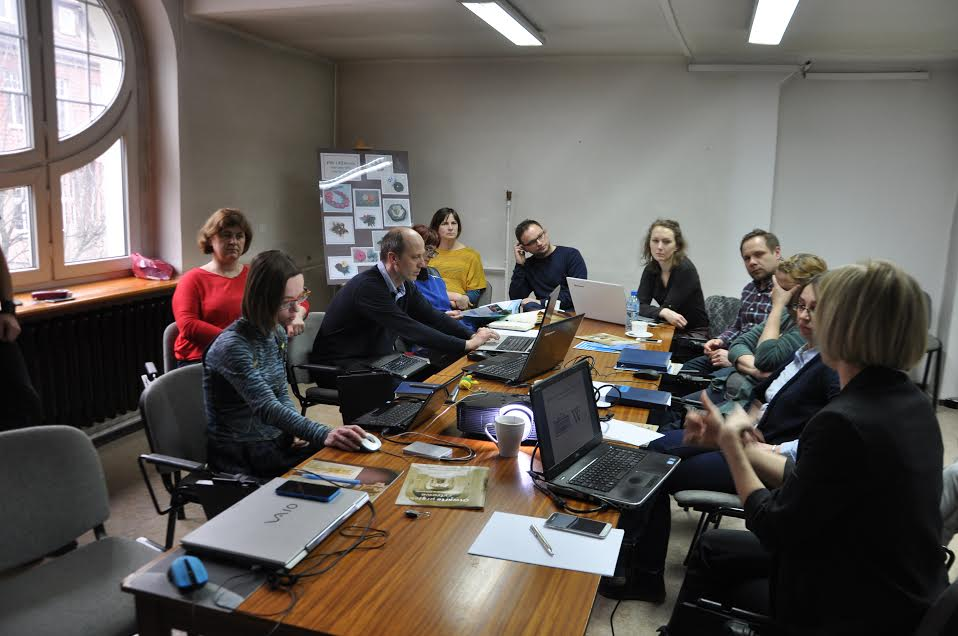
Một buổi huấn luyện sử dụng lao động ở Katowice

Sử dụng lao động (Employment) là mối quan hệ giữa hai bên quy định việc cung cấp các dịch vụ lao động có trả tiền công và thường dựa trên hợp đồng lao động giữa một bên là người sử dụng lao động (có thể là công ty, tổ chức phi lợi nhuận, hợp tác xã hoặc bất kỳ tổ chức nào khác) trả tiền cho bên kia là nhân viên, người lao động, người làm công, làm thuê để đổi lấy việc thực hiện công việc được giao. Người lao động làm việc để được trả lương, có thể được trả trên cơ sở mức lương theo giờ, theo công việc hoặc lương hàng năm, tùy thuộc vào loại công việc mà người lao động làm, điều kiện phổ biến của ngành và kết quả thương lượng giữa các bên. 
Nhân viên trong một số lĩnh vực có thể nhận được tiền thưởng, thù lao hoặc quyền chọn cổ phiếu (thường là cổ phiếu thưởng hoặc ESOP). Trong một số loại hình việc làm, nhân viên có thể nhận được trợ cấp ngoài khoản thanh toán. Các lợi ích có thể bao gồm bảo hiểm y tế, nhà ở, bảo hiểm tàn tật. Việc làm thường được luật lao động điều chỉnh hoặc theo quy định của tổ chức hoặc hợp đồng pháp lý. Nhân viên đóng góp sức lao động và chuyên môn cho nỗ lực của người sử dụng lao động hoặc của người điều hành doanh nghiệp hoặc công việc (PCB) và thường được thuê để thực hiện các nhiệm vụ cụ thể được xác định trọn gói trong một công việc. Trong bối cảnh công ty, nhân viên là người được thuê để cung cấp dịch vụ cho công ty một cách thường xuyên để đổi lấy thù lao và là người không cung cấp các dịch vụ này như một phần của hoạt động kinh doanh độc lập.